# 卡蘭達里峰
46°35′47″N 9°21′38″E / 46.5964°N 9.36063°E

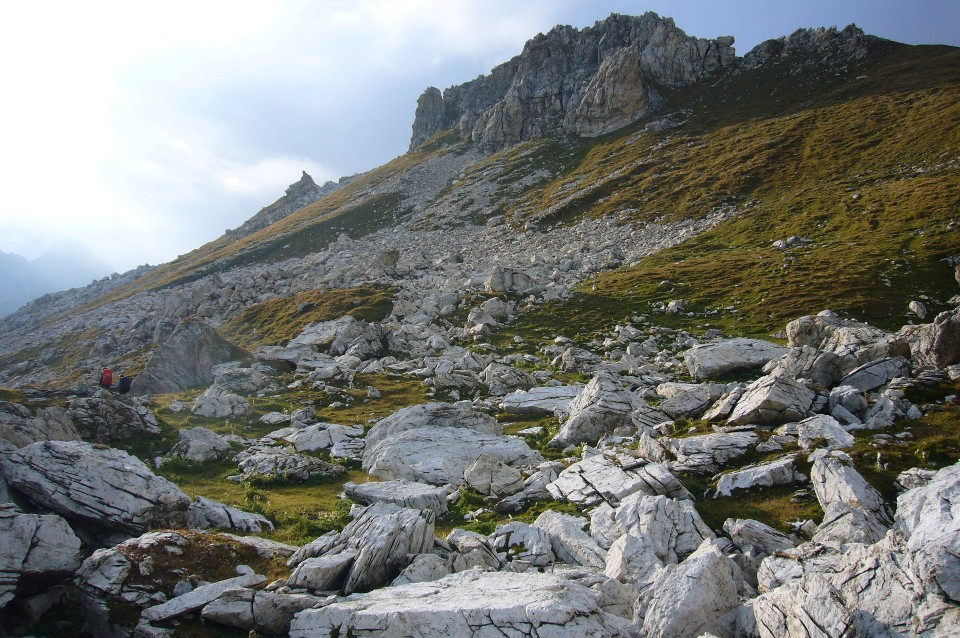

卡蘭達里峰（Piz Calandari），是瑞士的山峰，位於該國東南部，由格勞賓登州負責管轄，屬於阿爾卑斯山脈的一部分，處於蘇費爾斯以北，海拔高度2,556米。